# 상지대학교 한방병원
상지대학교부속한방병원은 강원특별자치도 원주시 우산동에 위치한다. 상지대학교 한의과대학 부속 한방병원이다.

## 같이 보기
- 상지대학교
- 한의과대학